# Signe clínic

Entre gran quantitat de signes hi ha (agrandament del fetge i la melsa).

En medicina, un signe clínic és qualsevol manifestació objectiva consegüent a una malaltia o alteració de la salut, i que es fa evident en la biologia del malalt. La semiologia és la disciplina de la qual es val el metge per a indagar, mitjançant l'examen psicofísic del pacient, sobre els diferents signes que pot presentar. Un signe clínic és un element clau que el metge pot percebre en un examen físic, en contraposició als símptomes que són els elements subjectius, percebuts només pel pacient. Són exemples de signes la febre, l'edema o l'envermelliment d'una zona del cos. En canvi, el dolor, l'astènia o els mareigs, són símptomes.

## Elements de definició en l'àmbit mèdic
En medicina humana o veterinària, un "signe" o un conjunt de signes positius o negatius, pot ser la manifestació objectiva d'una patologia, observada pel metge (o veterinari) durant una consulta o examen d'un individu (o d'un grup), o bé ser variants del normal sense patologia. importància.
La distinció entre signe i símptoma és variable segons els autors, o els períodes, més o menys establerts segons els usos.
En principi, el signe és una manifestació objectiva, diferent del símptoma, essent el símptoma allò que el pacient percep i descriu (dolor, ansietat, sensacions. . .). A la pràctica, els dos termes solen ser sinònims distingits per adjectius : físic (objectiu) o funcional (subjectiu). Així, un símptoma objectiu és equivalent a signe, i signe funcional a símptoma.
O, el signe s'anomena símptoma quan està relacionat amb un estat patològic. A través de la seva interpretació, el metge determinarà si tal o tal signe pot tenir el valor d'un símptoma. La descripció subjectiva que fa el pacient s'anomena " queixa del pacient "On" motiu de consulta ".
El signe clínic és una observació significativa (significativa) recollida durant l'examen clínic. L'anàlisi (o interpretació) dels signes clínics permet plantejar, descartar, confirmar, invalidar, recolzar o orientar un diagnòstic clínic. Les variacions de les variacions normals o fisiològiques, si es poden observar, no són signes clínics perquè no aporten informació significativa. Al contrari, són els variants anormals que s'observen i es recullen són signes clínics, alguns dels quals poden ser deguts a una condició patològica.

## Tipus de signes clínics
- signe físic : signe observat objectivament (com l'estat de la pell) o provocat per una maniobra d'exploració (com la palpació dolorosa).
- signe funcional : signe sentit subjectivament pel pacient (fatiga, picor. . .)
- Signe constant o inconstant : un signe clínic és constant quan es troba sempre durant una determinada patologia. Per tant, la seva absència invalida el diagnòstic d'aquesta patologia. Es diu que un signe clínic és inconstant quan es pot trobar o no durant una determinada patologia. Per tant, la seva absència no invalida el diagnòstic d'aquesta patologia.
- Signe clínic específic o inespecífic : es diu que un signe clínic és específic quan permetrà orientar el diagnòstic cap a una o un grup de patologies per a les quals determinades expressions clíniques tenen punts comuns o són difícils de diferenciar. Es diu que un signe clínic és inespecífic quan pot ser l'expressió clínica de diverses malalties diferents.
- Signe patognomònic : la presència d'aquest signe permet de manera segura, i per si sola, fer el diagnòstic clínic d'una patologia. El signe patognomònic és el signe més específic que hi ha.

Els signes s'agrupen en síndromes, quan la presència simultània de diversos signes clínics diferents els uns dels altres té un significat.
Tots els signes observats en un pacient constitueixen el quadre clínic. El " retrat típic de pacients amb una determinada malaltia, constitueixen el quadre clínic d'aquesta malaltia.
Es pot dir que una malaltia és subclínica (aleshores parlem de forma subclínica) quan, malgrat l'absència de signes clínics, hi ha un o més signes paraclínics (com ara un examen de laboratori) que permeten fer el diagnòstic.
Es diu que una malaltia és subclínica (aleshores parlem de forma subclínica) quan les seves manifestacions clíniques són tènues ja sigui perquè els signes clínics són poc específics, o bé quan són poc intensos i difícils d'identificar, fet que dificulta la seva recollida.

## Signes vitals
Els signes vitals són els quatre signes que poden donar una mesura immediata del funcionament global i l'estat de salut del cos. Són la temperatura, la freqüència cardíaca, la freqüència respiratòria i la pressió arterial. Els rangs d'aquestes mesures varien segons l'edat, el pes, el sexe i la salut general.
S'ha desenvolupat una aplicació digital per al seu ús en entorns clínics que mesura tres dels signes vitals (no la temperatura) amb només un telèfon intel·ligent, i ha estat aprovada pel NHS England. L'aplicació està registrada com a Lifelight First i Lifelight Home està en desenvolupament (2020) per a la supervisió de l'ús per part de persones a casa utilitzant només la càmera del seu telèfon intel·ligent o tauleta. Això també mesurarà la saturació d'oxigen i la fibril·lació auricular. Aleshores no es necessiten altres dispositius.

## Exemples
- acropàquia (engrandiment dels dits i dels braços)
- adenopatia (inflamació dels ganglis limfàtics)
- ascites (líquid a l'abdomen)
- caquèxia (desnutrició extrema)
- edema (acumulació de líquid a l'espai extracel·lular)
- eritema (envermelliment d'una zona del cos)
- esplenomegàlia (engrandiment de la melsa)
- esternut (expulsió violenta i sorollosa de l'aire dels pulmons que es realitza pel nas i la boca mitjançant un moviment involuntari i sobtat del diafragma)
- exoftàlmia (propulsió notable del globus ocular)

- febre (temperatura corporal major de 37 °C)
- ginecomàstia (engrandiment de les mames a l'home)
- hepatomegàlia (engrandiment del fetge)
- hemoptisi (esputs amb sang dels pulmons)
- Hipersalivació excessiva
- hipo (és la contracció involuntària del diafragma)
- icterícia (pell i mucoses grogues)
- pèrdua_de_pes (involuntària)
- tos